# Okręg wyborczy nr 37 do Sejmu Rzeczypospolitej Polskiej
Okręg wyborczy nr 37 do Sejmu Rzeczypospolitej Polskiej obejmuje obszar miasta na prawach powiatu Konina oraz powiatów gnieźnieńskiego, kolskiego, konińskiego, słupeckiego, średzkiego, śremskiego, tureckiego i wrzesińskiego (województwo wielkopolskie). W obecnym kształcie został utworzony w 2001. Wybieranych jest w nim 9 posłów w systemie proporcjonalnym.
Siedzibą okręgowej komisji wyborczej jest Konin.

## Wyniki wyborów
| Podział 9 mandatów: SLD–UP: 5 Samoobrona: 2 PSL: 1 PO: 1 |

| Podział 9 mandatów: SLD: 1 Samoobrona: 3 PSL: 1 PO: 2 PiS: 2 |

| Podział 9 mandatów: LiD: 2 PSL: 1 PO: 3 PiS: 3 |

| Podział 9 mandatów: SLD: 1 RP: 1 PSL: 1 PO: 3 PiS: 3 |

| Podział 9 mandatów: NRP: 1 K’15: 1 PO: 2 PiS: 5 |

| Podział 9 mandatów: SLD: 1 KO: 2 PSL: 1 PiS: 5 |

| Podział 9 mandatów: NL: 1 KO: 2 TD: 2 PiS: 4 |

## Reprezentanci okręgu
| Sejm | Rok  | Poseł KW              | Poseł KW      | Poseł KW                            | Poseł KW                                                      | Poseł KW      | Poseł KW          | Poseł KW                     | Poseł KW             | Poseł KW             | Poseł KW              | Poseł KW       | Poseł KW                 | Poseł KW                                       | Poseł KW                | Poseł KW | Poseł KW            | Poseł KW | Poseł KW       |
| ---- | ---- | --------------------- | ------------- | ----------------------------------- | ------------------------------------------------------------- | ------------- | ----------------- | ---------------------------- | -------------------- | -------------------- | --------------------- | -------------- | ------------------------ | ---------------------------------------------- | ----------------------- | -------- | ------------------- | -------- | -------------- |
| IV   | 2001 |                       | M. Pol SLD–UP |                                     | T. Tomaszewski SLD–UP (2001) SLD (2005) LiD (2007) SLD (2011) |               | J. Nowicki SLD–UP |                              | M. Marczewski SLD–UP |                      | A. Budner Samoobrona  |                | I. Niewiarowski PO       |                                                | Z. Jankowski Samoobrona |          | B. Dankowski SLD–UP |          | C. Cieślak PSL |
| V    | 2005 |                       | A. Hofman PiS |                                     | T. Tomaszewski SLD–UP (2001) SLD (2005) LiD (2007) SLD (2011) | Z. Dolata PiS |                   | T. Nowak PO (2005) KO (2019) | P. Arndt PO          | J. Pilarz Samoobrona | A. Budner Samoobrona  |                | A. Ruciński Samoobrona   | E. Grzeszczak PSL                              |                         |          |                     |          |                |
| VI   | 2007 |                       | A. Hofman PiS |                                     | T. Tomaszewski SLD–UP (2001) SLD (2005) LiD (2007) SLD (2011) | Z. Dolata PiS | W. Czarnecki PiS  | T. Nowak PO (2005) KO (2019) | P. Arndt PO          |                      | I. Tomaszak-Zesiuk PO |                | E. Streker-Dembińska LiD | E. Grzeszczak PSL                              |                         |          |                     |          |                |
| VII  | 2011 |                       | A. Hofman PiS | K. Poślednia PO                     | T. Tomaszewski SLD–UP (2001) SLD (2005) LiD (2007) SLD (2011) | Z. Dolata PiS | W. Czarnecki PiS  | T. Nowak PO (2005) KO (2019) | P. Arndt PO          |                      | J. Kwiatkowski RP     |                |                          | E. Grzeszczak PSL                              |                         |          |                     |          |                |
| VII  | 2014 | I. Tomaszak-Zesiuk PO | A. Hofman PiS |                                     | T. Tomaszewski SLD–UP (2001) SLD (2005) LiD (2007) SLD (2011) | Z. Dolata PiS | W. Czarnecki PiS  | T. Nowak PO (2005) KO (2019) | P. Arndt PO          |                      | J. Kwiatkowski RP     |                |                          | E. Grzeszczak PSL                              |                         |          |                     |          |                |
| VIII | 2015 | K. Ostrowski PiS      |               | B. Józwiak K’15                     |                                                               | Z. Dolata PiS | W. Czarnecki PiS  | T. Nowak PO (2005) KO (2019) | P. Arndt PO          | R. Bartosik PiS      |                       | L. Galemba PiS |                          | P. Hennig-Kloska .N (2015) KO (2019) TD (2023) |                         |          |                     |          |                |
| IX   | 2019 | Z. Hoffmann PiS       |               | T. Tomaszewski SLD (2019) NL (2023) |                                                               | Z. Dolata PiS | W. Czarnecki PiS  | T. Nowak PO (2005) KO (2019) |                      | R. Bartosik PiS      | J. Tomczak PSL        | L. Galemba PiS |                          | P. Hennig-Kloska .N (2015) KO (2019) TD (2023) |                         |          |                     |          |                |
| X    | 2023 | Z. Hoffmann PiS       |               | T. Tomaszewski SLD (2019) NL (2023) |                                                               | Z. Dolata PiS | W. Czarnecki PiS  | T. Nowak PO (2005) KO (2019) | M. Kołodziejczak KO  | R. Bartosik PiS      |                       | M. Pyrzyk TD   |                          | P. Hennig-Kloska .N (2015) KO (2019) TD (2023) |                         |          |                     |          |                |

### Wybory parlamentarne 2001
| Komitet wyborczy                                      | Komitet wyborczy                              | Głosów  | %     | Mandaty | Wybrani posłowie                                                                      |
| ----------------------------------------------------- | --------------------------------------------- | ------- | ----- | ------- | ------------------------------------------------------------------------------------- |
|                                                       | KKW Sojusz Lewicy Demokratycznej – Unia Pracy | 124 226 | 48,07 | 5       | Marek Pol, Tadeusz Tomaszewski, Józef Nowicki, Marian Marczewski, Bronisław Dankowski |
|                                                       | Samoobrona Rzeczpospolitej Polskiej           | 35 556  | 13,76 | 2       | Alfred Budner, Zdzisław Jankowski                                                     |
|                                                       | Polskie Stronnictwo Ludowe                    | 29 278  | 11,33 | 1       | Czesław Cieślak                                                                       |
|                                                       | KWW Platforma Obywatelska                     | 22 938  | 8,88  | 1       | Ireneusz Niewiarowski                                                                 |
|                                                       | Liga Polskich Rodzin                          | 14 630  | 5,66  | –       |                                                                                       |
|                                                       | KKW Akcja Wyborcza Solidarność Prawicy        | 13 301  | 5,15  | –       |                                                                                       |
|                                                       | Prawo i Sprawiedliwość                        | 12 359  | 4,78  | –       |                                                                                       |
|                                                       | Unia Wolności                                 | 4658    | 1,80  | –       |                                                                                       |
|                                                       | Alternatywa Ruch Społeczny                    | 749     | 0,29  | –       |                                                                                       |
|                                                       | Polska Unia Gospodarcza                       | 444     | 0,17  | –       |                                                                                       |
|                                                       | Polska Wspólnota Narodowa                     | 271     | 0,10  | –       |                                                                                       |
| Frekwencja: 47,82% Źródło: Państwowa Komisja Wyborcza |                                               |         |       |         |                                                                                       |

Poniższa tabela przedstawia podział mandatów dla komitetów wyborczych na podstawie uzyskanych głosów, a następnie obliczonych ilorazów wyborczych na podstawie zmodyfikowanej Metody Sainte-Laguë.
| Podział mandatów dla komitetów wyborczych na podstawie zmodyfikowanej metody Sainte-Laguë | Podział mandatów dla komitetów wyborczych na podstawie zmodyfikowanej metody Sainte-Laguë | Podział mandatów dla komitetów wyborczych na podstawie zmodyfikowanej metody Sainte-Laguë | Podział mandatów dla komitetów wyborczych na podstawie zmodyfikowanej metody Sainte-Laguë | Podział mandatów dla komitetów wyborczych na podstawie zmodyfikowanej metody Sainte-Laguë | Podział mandatów dla komitetów wyborczych na podstawie zmodyfikowanej metody Sainte-Laguë | Podział mandatów dla komitetów wyborczych na podstawie zmodyfikowanej metody Sainte-Laguë | Podział mandatów dla komitetów wyborczych na podstawie zmodyfikowanej metody Sainte-Laguë | Podział mandatów dla komitetów wyborczych na podstawie zmodyfikowanej metody Sainte-Laguë | Podział mandatów dla komitetów wyborczych na podstawie zmodyfikowanej metody Sainte-Laguë | Podział mandatów dla komitetów wyborczych na podstawie zmodyfikowanej metody Sainte-Laguë | Podział mandatów dla komitetów wyborczych na podstawie zmodyfikowanej metody Sainte-Laguë | Podział mandatów dla komitetów wyborczych na podstawie zmodyfikowanej metody Sainte-Laguë |
| Komitet wyborczy                                                                          | Komitet wyborczy                                                                          | Liczba głosów                                                                             | Iloraz wyborczy                                                                           | Iloraz wyborczy                                                                           | Iloraz wyborczy                                                                           | Iloraz wyborczy                                                                           | Iloraz wyborczy                                                                           | Iloraz wyborczy                                                                           | Iloraz wyborczy                                                                           | Iloraz wyborczy                                                                           | Mandaty                                                                                   | TP                                                                                        |
| Komitet wyborczy                                                                          | Komitet wyborczy                                                                          | Liczba głosów                                                                             | /1,4                                                                                      | /3                                                                                        | /5                                                                                        | /7                                                                                        | /9                                                                                        | /11                                                                                       | ...                                                                                       | /17                                                                                       | Mandaty                                                                                   | TP                                                                                        |
| ----------------------------------------------------------------------------------------- | ----------------------------------------------------------------------------------------- | ----------------------------------------------------------------------------------------- | ----------------------------------------------------------------------------------------- | ----------------------------------------------------------------------------------------- | ----------------------------------------------------------------------------------------- | ----------------------------------------------------------------------------------------- | ----------------------------------------------------------------------------------------- | ----------------------------------------------------------------------------------------- | ----------------------------------------------------------------------------------------- | ----------------------------------------------------------------------------------------- | ----------------------------------------------------------------------------------------- | ----------------------------------------------------------------------------------------- |
|                                                                                           | KKW Sojusz Lewicy Demokratycznej – Unia Pracy                                             | 124 226                                                                                   | 88 733                                                                                    | 41 409                                                                                    | 24 845                                                                                    | 17 747                                                                                    | 13 803                                                                                    | 11 293                                                                                    | ...                                                                                       | 7307                                                                                      | 5                                                                                         | 4,68                                                                                      |
|                                                                                           | Samoobrona Rzeczpospolitej Polskiej                                                       | 35 556                                                                                    | 25 397                                                                                    | 11 852                                                                                    | 7111                                                                                      | 5079                                                                                      | 3951                                                                                      | 3232                                                                                      | ...                                                                                       | 2092                                                                                      | 2                                                                                         | 1,34                                                                                      |
|                                                                                           | Polskie Stronnictwo Ludowe                                                                | 29 278                                                                                    | 20 913                                                                                    | 9759                                                                                      | 5856                                                                                      | 4183                                                                                      | 3253                                                                                      | 2662                                                                                      | ...                                                                                       | 1722                                                                                      | 1                                                                                         | 1,10                                                                                      |
|                                                                                           | KWW Platforma Obywatelska                                                                 | 22 938                                                                                    | 16 384                                                                                    | 7646                                                                                      | 4588                                                                                      | 3277                                                                                      | 2549                                                                                      | 2085                                                                                      | ...                                                                                       | 1349                                                                                      | 1                                                                                         | 0,86                                                                                      |
|                                                                                           | Liga Polskich Rodzin                                                                      | 14 630                                                                                    | 10 450                                                                                    | 4877                                                                                      | 2926                                                                                      | 2090                                                                                      | 1626                                                                                      | 1330                                                                                      | ...                                                                                       | 861                                                                                       | 0                                                                                         | 0,55                                                                                      |
|                                                                                           | Prawo i Sprawiedliwość                                                                    | 12 359                                                                                    | 8828                                                                                      | 4120                                                                                      | 2472                                                                                      | 1766                                                                                      | 1373                                                                                      | 1124                                                                                      | ...                                                                                       | 727                                                                                       | 0                                                                                         | 0,47                                                                                      |
| Ogółem                                                                                    | Ogółem                                                                                    | 238 987                                                                                   | —                                                                                         | —                                                                                         | —                                                                                         | —                                                                                         | —                                                                                         | —                                                                                         | —                                                                                         | —                                                                                         | 9                                                                                         | 9                                                                                         |

### Wybory parlamentarne 2005
| Komitet wyborczy                                      | Komitet wyborczy                        | Głosów | %     | Mandaty | Wybrani posłowie                              |
| ----------------------------------------------------- | --------------------------------------- | ------ | ----- | ------- | --------------------------------------------- |
|                                                       | Samoobrona Rzeczpospolitej Polskiej     | 45 136 | 20,70 | 3       | Alfred Budner, Józef Pilarz, Andrzej Ruciński |
|                                                       | Prawo i Sprawiedliwość                  | 42 936 | 19,69 | 2       | Adam Hofman, Zbigniew Dolata                  |
|                                                       | Platforma Obywatelska RP                | 40 948 | 18,78 | 2       | Tomasz Nowak, Paweł Arndt                     |
|                                                       | Sojusz Lewicy Demokratycznej            | 28 503 | 13,07 | 1       | Tadeusz Tomaszewski                           |
|                                                       | Polskie Stronnictwo Ludowe              | 22 210 | 10,19 | 1       | Eugeniusz Grzeszczak                          |
|                                                       | Liga Polskich Rodzin                    | 13 681 | 6,28  | –       |                                               |
|                                                       | Socjaldemokracja Polska                 | 9505   | 4,36  | –       |                                               |
|                                                       | Platforma Janusza Korwin-Mikke          | 3672   | 1,68  | –       |                                               |
|                                                       | Partia Demokratyczna – demokraci.pl     | 3525   | 1,62  | –       |                                               |
|                                                       | Ruch Patriotyczny                       | 2116   | 0,97  | –       |                                               |
|                                                       | Dom Ojczysty                            | 1947   | 0,89  | –       |                                               |
|                                                       | Polska Partia Pracy                     | 1753   | 0,80  | –       |                                               |
|                                                       | KWW – Ogólnopolska Koalicja Obywatelska | 696    | 0,32  | –       |                                               |
|                                                       | Polska Konfederacja – Godność i Praca   | 544    | 0,25  | –       |                                               |
|                                                       | Polska Partia Narodowa                  | 520    | 0,24  | –       |                                               |
|                                                       | Narodowe Odrodzenie Polski              | 323    | 0,15  | –       |                                               |
| Frekwencja: 38,27% Źródło: Państwowa Komisja Wyborcza |                                         |        |       |         |                                               |

Poniższa tabela przedstawia podział mandatów dla komitetów wyborczych na podstawie uzyskanych głosów, a następnie obliczonych ilorazów wyborczych na podstawie metody D’Hondta.
| Podział mandatów dla komitetów wyborczych na podstawie metody D’Hondta | Podział mandatów dla komitetów wyborczych na podstawie metody D’Hondta | Podział mandatów dla komitetów wyborczych na podstawie metody D’Hondta | Podział mandatów dla komitetów wyborczych na podstawie metody D’Hondta | Podział mandatów dla komitetów wyborczych na podstawie metody D’Hondta | Podział mandatów dla komitetów wyborczych na podstawie metody D’Hondta | Podział mandatów dla komitetów wyborczych na podstawie metody D’Hondta | Podział mandatów dla komitetów wyborczych na podstawie metody D’Hondta | Podział mandatów dla komitetów wyborczych na podstawie metody D’Hondta | Podział mandatów dla komitetów wyborczych na podstawie metody D’Hondta | Podział mandatów dla komitetów wyborczych na podstawie metody D’Hondta |
| Komitet wyborczy                                                       | Komitet wyborczy                                                       | Liczba głosów                                                          | Iloraz wyborczy                                                        | Iloraz wyborczy                                                        | Iloraz wyborczy                                                        | Iloraz wyborczy                                                        | Iloraz wyborczy                                                        | Iloraz wyborczy                                                        | Mandaty                                                                | TP                                                                     |
| Komitet wyborczy                                                       | Komitet wyborczy                                                       | Liczba głosów                                                          | /1                                                                     | /2                                                                     | /3                                                                     | /4                                                                     | ...                                                                    | /9                                                                     | Mandaty                                                                | TP                                                                     |
| ---------------------------------------------------------------------- | ---------------------------------------------------------------------- | ---------------------------------------------------------------------- | ---------------------------------------------------------------------- | ---------------------------------------------------------------------- | ---------------------------------------------------------------------- | ---------------------------------------------------------------------- | ---------------------------------------------------------------------- | ---------------------------------------------------------------------- | ---------------------------------------------------------------------- | ---------------------------------------------------------------------- |
|                                                                        | Samoobrona Rzeczpospolitej Polskiej                                    | 45 136                                                                 | 45 136                                                                 | 22 568                                                                 | 15 045                                                                 | 11 284                                                                 | ...                                                                    | 5015                                                                   | 3                                                                      | 2,10                                                                   |
|                                                                        | Prawo i Sprawiedliwość                                                 | 42 936                                                                 | 42 936                                                                 | 21 468                                                                 | 14 312                                                                 | 10 734                                                                 | ...                                                                    | 4771                                                                   | 2                                                                      | 2,00                                                                   |
|                                                                        | Platforma Obywatelska RP                                               | 40 948                                                                 | 40 948                                                                 | 20 474                                                                 | 13 649                                                                 | 10 237                                                                 | ...                                                                    | 4550                                                                   | 2                                                                      | 1,91                                                                   |
|                                                                        | Sojusz Lewicy Demokratycznej                                           | 28 503                                                                 | 28 503                                                                 | 14 252                                                                 | 9501                                                                   | 7126                                                                   | ...                                                                    | 3167                                                                   | 1                                                                      | 1,33                                                                   |
|                                                                        | Polskie Stronnictwo Ludowe                                             | 22 210                                                                 | 22 210                                                                 | 11 105                                                                 | 7403                                                                   | 5553                                                                   | ...                                                                    | 2468                                                                   | 1                                                                      | 1,03                                                                   |
|                                                                        | Liga Polskich Rodzin                                                   | 13 681                                                                 | 13 681                                                                 | 6841                                                                   | 4560                                                                   | 3420                                                                   | ...                                                                    | 1520                                                                   | 0                                                                      | 0,64                                                                   |
| Ogółem                                                                 | Ogółem                                                                 | 193 414                                                                | —                                                                      | —                                                                      | —                                                                      | —                                                                      | —                                                                      | —                                                                      | 9                                                                      | 9                                                                      |

### Wybory parlamentarne 2007
| Komitet wyborczy                                      | Komitet wyborczy                      | Głosów  | %     | Mandaty | Wybrani posłowie                                 |
| ----------------------------------------------------- | ------------------------------------- | ------- | ----- | ------- | ------------------------------------------------ |
|                                                       | Platforma Obywatelska RP              | 101 722 | 34,18 | 3       | Tomasz Nowak, Paweł Arndt, Irena Tomaszak-Zesiuk |
|                                                       | Prawo i Sprawiedliwość                | 87 030  | 29,24 | 3       | Witold Czarnecki, Adam Hofman, Zbigniew Dolata   |
|                                                       | KKW Lewica i Demokraci SLD+SDPL+PD+UP | 51 896  | 17,44 | 2       | Tadeusz Tomaszewski, Elżbieta Streker-Dembińska  |
|                                                       | Polskie Stronnictwo Ludowe            | 41 153  | 13,83 | 1       | Eugeniusz Grzeszczak                             |
|                                                       | Samoobrona Rzeczpospolitej Polskiej   | 7033    | 2,36  | –       |                                                  |
|                                                       | Polska Partia Pracy                   | 4704    | 1,58  | –       |                                                  |
|                                                       | Liga Polskich Rodzin                  | 4107    | 1,38  | –       |                                                  |
| Frekwencja: 50,78% Źródło: Państwowa Komisja Wyborcza |                                       |         |       |         |                                                  |

Poniższa tabela przedstawia podział mandatów dla komitetów wyborczych na podstawie uzyskanych głosów, a następnie obliczonych ilorazów wyborczych na podstawie metody D’Hondta.
| Podział mandatów dla komitetów wyborczych na podstawie metody D’Hondta | Podział mandatów dla komitetów wyborczych na podstawie metody D’Hondta | Podział mandatów dla komitetów wyborczych na podstawie metody D’Hondta | Podział mandatów dla komitetów wyborczych na podstawie metody D’Hondta | Podział mandatów dla komitetów wyborczych na podstawie metody D’Hondta | Podział mandatów dla komitetów wyborczych na podstawie metody D’Hondta | Podział mandatów dla komitetów wyborczych na podstawie metody D’Hondta | Podział mandatów dla komitetów wyborczych na podstawie metody D’Hondta | Podział mandatów dla komitetów wyborczych na podstawie metody D’Hondta | Podział mandatów dla komitetów wyborczych na podstawie metody D’Hondta | Podział mandatów dla komitetów wyborczych na podstawie metody D’Hondta |
| Komitet wyborczy                                                       | Komitet wyborczy                                                       | Liczba głosów                                                          | Iloraz wyborczy                                                        | Iloraz wyborczy                                                        | Iloraz wyborczy                                                        | Iloraz wyborczy                                                        | Iloraz wyborczy                                                        | Iloraz wyborczy                                                        | Mandaty                                                                | TP                                                                     |
| Komitet wyborczy                                                       | Komitet wyborczy                                                       | Liczba głosów                                                          | /1                                                                     | /2                                                                     | /3                                                                     | /4                                                                     | ...                                                                    | /9                                                                     | Mandaty                                                                | TP                                                                     |
| ---------------------------------------------------------------------- | ---------------------------------------------------------------------- | ---------------------------------------------------------------------- | ---------------------------------------------------------------------- | ---------------------------------------------------------------------- | ---------------------------------------------------------------------- | ---------------------------------------------------------------------- | ---------------------------------------------------------------------- | ---------------------------------------------------------------------- | ---------------------------------------------------------------------- | ---------------------------------------------------------------------- |
|                                                                        | Platforma Obywatelska RP                                               | 101 722                                                                | 101 722                                                                | 50 861                                                                 | 33 907                                                                 | 25 431                                                                 | ...                                                                    | 11 302                                                                 | 3                                                                      | 3,25                                                                   |
|                                                                        | Prawo i Sprawiedliwość                                                 | 87 030                                                                 | 87 030                                                                 | 43 515                                                                 | 29 010                                                                 | 21 758                                                                 | ...                                                                    | 9670                                                                   | 3                                                                      | 2,78                                                                   |
|                                                                        | KKW Lewica i Demokraci SLD+SDPL+PD+UP                                  | 51 896                                                                 | 51 896                                                                 | 25 948                                                                 | 17 299                                                                 | 12 974                                                                 | ...                                                                    | 5766                                                                   | 2                                                                      | 1,66                                                                   |
|                                                                        | Polskie Stronnictwo Ludowe                                             | 41 153                                                                 | 41 153                                                                 | 20 577                                                                 | 13 718                                                                 | 10 288                                                                 | ...                                                                    | 4573                                                                   | 1                                                                      | 1,31                                                                   |
| Ogółem                                                                 | Ogółem                                                                 | 281 801                                                                | —                                                                      | —                                                                      | —                                                                      | —                                                                      | —                                                                      | —                                                                      | 9                                                                      | 9                                                                      |

### Wybory parlamentarne 2011
| Komitet wyborczy                                      | Komitet wyborczy                    | Głosów | %     | Mandaty | Wybrani posłowie                                                     |
| ----------------------------------------------------- | ----------------------------------- | ------ | ----- | ------- | -------------------------------------------------------------------- |
|                                                       | Platforma Obywatelska RP            | 80 857 | 30,87 | 3       | Tomasz Nowak, Paweł Arndt, Krystyna Poślednia, Irena Tomaszak-Zesiuk |
|                                                       | Prawo i Sprawiedliwość              | 71 795 | 27,41 | 3       | Adam Hofman, Zbigniew Dolata, Witold Czarnecki                       |
|                                                       | Sojusz Lewicy Demokratycznej        | 34 289 | 13,09 | 1       | Tadeusz Tomaszewski                                                  |
|                                                       | Polskie Stronnictwo Ludowe          | 33 590 | 12,82 | 1       | Eugeniusz Grzeszczak                                                 |
|                                                       | Ruch Palikota                       | 29 236 | 11,16 | 1       | Jacek Kwiatkowski                                                    |
|                                                       | Nowa Prawica – Janusza Korwin-Mikke | 5117   | 1,95  | –       |                                                                      |
|                                                       | Polska Jest Najważniejsza           | 4751   | 1,81  | –       |                                                                      |
|                                                       | Polska Partia Pracy – Sierpień 80   | 1242   | 0,47  | –       |                                                                      |
|                                                       | Prawica                             | 1043   | 0,40  | –       |                                                                      |
| Frekwencja: 45,44% Źródło: Państwowa Komisja Wyborcza |                                     |        |       |         |                                                                      |

Poniższa tabela przedstawia podział mandatów dla komitetów wyborczych na podstawie uzyskanych głosów, a następnie obliczonych ilorazów wyborczych na podstawie metody D’Hondta.
| Podział mandatów dla komitetów wyborczych na podstawie metody D’Hondta | Podział mandatów dla komitetów wyborczych na podstawie metody D’Hondta | Podział mandatów dla komitetów wyborczych na podstawie metody D’Hondta | Podział mandatów dla komitetów wyborczych na podstawie metody D’Hondta | Podział mandatów dla komitetów wyborczych na podstawie metody D’Hondta | Podział mandatów dla komitetów wyborczych na podstawie metody D’Hondta | Podział mandatów dla komitetów wyborczych na podstawie metody D’Hondta | Podział mandatów dla komitetów wyborczych na podstawie metody D’Hondta | Podział mandatów dla komitetów wyborczych na podstawie metody D’Hondta | Podział mandatów dla komitetów wyborczych na podstawie metody D’Hondta | Podział mandatów dla komitetów wyborczych na podstawie metody D’Hondta |
| Komitet wyborczy                                                       | Komitet wyborczy                                                       | Liczba głosów                                                          | Iloraz wyborczy                                                        | Iloraz wyborczy                                                        | Iloraz wyborczy                                                        | Iloraz wyborczy                                                        | Iloraz wyborczy                                                        | Iloraz wyborczy                                                        | Mandaty                                                                | TP                                                                     |
| Komitet wyborczy                                                       | Komitet wyborczy                                                       | Liczba głosów                                                          | /1                                                                     | /2                                                                     | /3                                                                     | /4                                                                     | ...                                                                    | /9                                                                     | Mandaty                                                                | TP                                                                     |
| ---------------------------------------------------------------------- | ---------------------------------------------------------------------- | ---------------------------------------------------------------------- | ---------------------------------------------------------------------- | ---------------------------------------------------------------------- | ---------------------------------------------------------------------- | ---------------------------------------------------------------------- | ---------------------------------------------------------------------- | ---------------------------------------------------------------------- | ---------------------------------------------------------------------- | ---------------------------------------------------------------------- |
|                                                                        | Platforma Obywatelska RP                                               | 80 857                                                                 | 80 857                                                                 | 40 429                                                                 | 26 952                                                                 | 20 214                                                                 | ...                                                                    | 8984                                                                   | 3                                                                      | 2,91                                                                   |
|                                                                        | Prawo i Sprawiedliwość                                                 | 71 795                                                                 | 71 795                                                                 | 35 898                                                                 | 23 932                                                                 | 17 949                                                                 | ...                                                                    | 7977                                                                   | 3                                                                      | 2,59                                                                   |
|                                                                        | Sojusz Lewicy Demokratycznej                                           | 34 289                                                                 | 34 289                                                                 | 17 145                                                                 | 11 430                                                                 | 8572                                                                   | ...                                                                    | 3810                                                                   | 1                                                                      | 1,24                                                                   |
|                                                                        | Polskie Stronnictwo Ludowe                                             | 33 590                                                                 | 33 590                                                                 | 16 795                                                                 | 11 197                                                                 | 8398                                                                   | ...                                                                    | 3732                                                                   | 1                                                                      | 1,21                                                                   |
|                                                                        | Ruch Palikota                                                          | 29 236                                                                 | 29 236                                                                 | 14 618                                                                 | 9745                                                                   | 7309                                                                   | ...                                                                    | 3248                                                                   | 1                                                                      | 1,05                                                                   |
| Ogółem                                                                 | Ogółem                                                                 | 249 767                                                                | —                                                                      | —                                                                      | —                                                                      | —                                                                      | —                                                                      | —                                                                      | 9                                                                      | 9                                                                      |

### Wybory parlamentarne 2015
| Komitet wyborczy                                      | Komitet wyborczy                             | Głosów  | %     | Mandaty | Wybrani posłowie                                                                         |
| ----------------------------------------------------- | -------------------------------------------- | ------- | ----- | ------- | ---------------------------------------------------------------------------------------- |
|                                                       | Prawo i Sprawiedliwość                       | 103 781 | 37,41 | 5       | Witold Czarnecki, Zbigniew Dolata, Krzysztof Ostrowski, Ryszard Bartosik, Leszek Galemba |
|                                                       | Platforma Obywatelska RP                     | 56 111  | 20,23 | 2       | Paweł Arndt, Tomasz Nowak                                                                |
|                                                       | KKW Zjednoczona Lewica SLD+TR+PPS+UP+Zieloni | 32 649  | 11,77 | –       |                                                                                          |
|                                                       | KWW Kukiz’15                                 | 24 486  | 8,83  | 1       | Bartosz Józwiak                                                                          |
|                                                       | Nowoczesna Ryszarda Petru                    | 19 237  | 6,94  | 1       | Paulina Hennig-Kloska                                                                    |
|                                                       | Polskie Stronnictwo Ludowe                   | 19 027  | 6,86  | –       |                                                                                          |
|                                                       | KORWiN                                       | 11 061  | 3,99  | –       |                                                                                          |
|                                                       | Partia Razem                                 | 11 032  | 3,98  | –       |                                                                                          |
| Frekwencja: 46,64% Źródło: Państwowa Komisja Wyborcza |                                              |         |       |         |                                                                                          |

Poniższa tabela przedstawia podział mandatów dla komitetów wyborczych na podstawie uzyskanych głosów, a następnie obliczonych ilorazów wyborczych na podstawie metody D’Hondta.
| Podział mandatów dla komitetów wyborczych na podstawie metody D’Hondta | Podział mandatów dla komitetów wyborczych na podstawie metody D’Hondta | Podział mandatów dla komitetów wyborczych na podstawie metody D’Hondta | Podział mandatów dla komitetów wyborczych na podstawie metody D’Hondta | Podział mandatów dla komitetów wyborczych na podstawie metody D’Hondta | Podział mandatów dla komitetów wyborczych na podstawie metody D’Hondta | Podział mandatów dla komitetów wyborczych na podstawie metody D’Hondta | Podział mandatów dla komitetów wyborczych na podstawie metody D’Hondta | Podział mandatów dla komitetów wyborczych na podstawie metody D’Hondta | Podział mandatów dla komitetów wyborczych na podstawie metody D’Hondta | Podział mandatów dla komitetów wyborczych na podstawie metody D’Hondta | Podział mandatów dla komitetów wyborczych na podstawie metody D’Hondta | Podział mandatów dla komitetów wyborczych na podstawie metody D’Hondta |
| Komitet wyborczy                                                       | Komitet wyborczy                                                       | Liczba głosów                                                          | Iloraz wyborczy                                                        | Iloraz wyborczy                                                        | Iloraz wyborczy                                                        | Iloraz wyborczy                                                        | Iloraz wyborczy                                                        | Iloraz wyborczy                                                        | Iloraz wyborczy                                                        | Iloraz wyborczy                                                        | Mandaty                                                                | TP                                                                     |
| Komitet wyborczy                                                       | Komitet wyborczy                                                       | Liczba głosów                                                          | /1                                                                     | /2                                                                     | /3                                                                     | /4                                                                     | /5                                                                     | /5                                                                     | ...                                                                    | /9                                                                     | Mandaty                                                                | TP                                                                     |
| ---------------------------------------------------------------------- | ---------------------------------------------------------------------- | ---------------------------------------------------------------------- | ---------------------------------------------------------------------- | ---------------------------------------------------------------------- | ---------------------------------------------------------------------- | ---------------------------------------------------------------------- | ---------------------------------------------------------------------- | ---------------------------------------------------------------------- | ---------------------------------------------------------------------- | ---------------------------------------------------------------------- | ---------------------------------------------------------------------- | ---------------------------------------------------------------------- |
|                                                                        | Prawo i Sprawiedliwość                                                 | 103 781                                                                | 103 781                                                                | 51 891                                                                 | 34 594                                                                 | 25 945                                                                 | 20 756                                                                 | 17 297                                                                 | ...                                                                    | 11 531                                                                 | 5                                                                      | 4,20                                                                   |
|                                                                        | Platforma Obywatelska RP                                               | 56 111                                                                 | 56 111                                                                 | 28 056                                                                 | 18 704                                                                 | 14 028                                                                 | 11 222                                                                 | 9352                                                                   | ...                                                                    | 6235                                                                   | 2                                                                      | 2,27                                                                   |
|                                                                        | KWW Kukiz’15                                                           | 24 486                                                                 | 24 486                                                                 | 12 243                                                                 | 8162                                                                   | 6122                                                                   | 4897                                                                   | 4081                                                                   | ...                                                                    | 2721                                                                   | 1                                                                      | 0,99                                                                   |
|                                                                        | Nowoczesna Ryszarda Petru                                              | 19 237                                                                 | 19 237                                                                 | 9619                                                                   | 6412                                                                   | 4809                                                                   | 3847                                                                   | 3206                                                                   | ...                                                                    | 2137                                                                   | 1                                                                      | 0,78                                                                   |
|                                                                        | Polskie Stronnictwo Ludowe                                             | 19 027                                                                 | 19 027                                                                 | 9514                                                                   | 6342                                                                   | 4757                                                                   | 3805                                                                   | 3171                                                                   | ...                                                                    | 2114                                                                   | 0                                                                      | 0,77                                                                   |
| Ogółem                                                                 | Ogółem                                                                 | 222 642                                                                | —                                                                      | —                                                                      | —                                                                      | —                                                                      | —                                                                      | —                                                                      | —                                                                      | —                                                                      | 9                                                                      | 9                                                                      |

### Wybory parlamentarne 2019
| Komitet wyborczy                                      | Komitet wyborczy                           | Głosów  | %     | Mandaty | Wybrani posłowie                                                                       |
| ----------------------------------------------------- | ------------------------------------------ | ------- | ----- | ------- | -------------------------------------------------------------------------------------- |
|                                                       | Prawo i Sprawiedliwość                     | 166 965 | 47,29 | 5       | Zbigniew Hoffmann, Zbigniew Dolata, Ryszard Bartosik, Leszek Galemba, Witold Czarnecki |
|                                                       | KKW Koalicja Obywatelska PO .N iPL Zieloni | 72 295  | 20,48 | 2       | Tomasz Nowak, Paulina Hennig-Kloska                                                    |
|                                                       | Sojusz Lewicy Demokratycznej               | 53 090  | 15,04 | 1       | Tadeusz Tomaszewski                                                                    |
|                                                       | Polskie Stronnictwo Ludowe                 | 34 620  | 9,81  | 1       | Jacek Tomczak                                                                          |
|                                                       | Konfederacja Wolność i Niepodległość       | 23 810  | 6,74  | –       |                                                                                        |
|                                                       | Akcja Zawiedzionych Emerytów i Rencistów   | 2 261   | 0,64  | –       |                                                                                        |
| Frekwencja: 59,08% Źródło: Państwowa Komisja Wyborcza |                                            |         |       |         |                                                                                        |

Poniższa tabela przedstawia podział mandatów dla komitetów wyborczych na podstawie uzyskanych głosów, a następnie obliczonych ilorazów wyborczych na podstawie metody D’Hondta.
| Podział mandatów dla komitetów wyborczych na podstawie metody D’Hondta | Podział mandatów dla komitetów wyborczych na podstawie metody D’Hondta | Podział mandatów dla komitetów wyborczych na podstawie metody D’Hondta | Podział mandatów dla komitetów wyborczych na podstawie metody D’Hondta | Podział mandatów dla komitetów wyborczych na podstawie metody D’Hondta | Podział mandatów dla komitetów wyborczych na podstawie metody D’Hondta | Podział mandatów dla komitetów wyborczych na podstawie metody D’Hondta | Podział mandatów dla komitetów wyborczych na podstawie metody D’Hondta | Podział mandatów dla komitetów wyborczych na podstawie metody D’Hondta | Podział mandatów dla komitetów wyborczych na podstawie metody D’Hondta | Podział mandatów dla komitetów wyborczych na podstawie metody D’Hondta | Podział mandatów dla komitetów wyborczych na podstawie metody D’Hondta | Podział mandatów dla komitetów wyborczych na podstawie metody D’Hondta |
| Komitet wyborczy                                                       | Komitet wyborczy                                                       | Liczba głosów                                                          | Iloraz wyborczy                                                        | Iloraz wyborczy                                                        | Iloraz wyborczy                                                        | Iloraz wyborczy                                                        | Iloraz wyborczy                                                        | Iloraz wyborczy                                                        | Iloraz wyborczy                                                        | Iloraz wyborczy                                                        | Mandaty                                                                | TP                                                                     |
| Komitet wyborczy                                                       | Komitet wyborczy                                                       | Liczba głosów                                                          | /1                                                                     | /2                                                                     | /3                                                                     | /4                                                                     | /5                                                                     | /6                                                                     | ...                                                                    | /9                                                                     | Mandaty                                                                | TP                                                                     |
| ---------------------------------------------------------------------- | ---------------------------------------------------------------------- | ---------------------------------------------------------------------- | ---------------------------------------------------------------------- | ---------------------------------------------------------------------- | ---------------------------------------------------------------------- | ---------------------------------------------------------------------- | ---------------------------------------------------------------------- | ---------------------------------------------------------------------- | ---------------------------------------------------------------------- | ---------------------------------------------------------------------- | ---------------------------------------------------------------------- | ---------------------------------------------------------------------- |
|                                                                        | Prawo i Sprawiedliwość                                                 | 166 965                                                                | 166 965                                                                | 83 483                                                                 | 55 655                                                                 | 41 741                                                                 | 33 393                                                                 | 27 828                                                                 | ...                                                                    | 18 552                                                                 | 5                                                                      | 4,28                                                                   |
|                                                                        | KKW Koalicja Obywatelska PO .N iPL Zieloni                             | 72 295                                                                 | 72 295                                                                 | 36 148                                                                 | 24 098                                                                 | 18 074                                                                 | 14 459                                                                 | 12 049                                                                 | ...                                                                    | 8033                                                                   | 2                                                                      | 1,85                                                                   |
|                                                                        | Sojusz Lewicy Demokratycznej                                           | 53 090                                                                 | 53 090                                                                 | 26 545                                                                 | 17 697                                                                 | 13 273                                                                 | 10 618                                                                 | 8848                                                                   | ...                                                                    | 5899                                                                   | 1                                                                      | 1,36                                                                   |
|                                                                        | Polskie Stronnictwo Ludowe                                             | 34 620                                                                 | 34 620                                                                 | 17 310                                                                 | 11 540                                                                 | 8655                                                                   | 6924                                                                   | 5770                                                                   | ...                                                                    | 3847                                                                   | 1                                                                      | 0,89                                                                   |
|                                                                        | Konfederacja Wolność i Niepodległość                                   | 23 810                                                                 | 23 810                                                                 | 11 905                                                                 | 7937                                                                   | 5953                                                                   | 4762                                                                   | 3968                                                                   | ...                                                                    | 2646                                                                   | 0                                                                      | 0,61                                                                   |
| Ogółem                                                                 | Ogółem                                                                 | 350 780                                                                | —                                                                      | —                                                                      | —                                                                      | —                                                                      | —                                                                      | —                                                                      | —                                                                      | —                                                                      | 9                                                                      | 9                                                                      |

### Wybory parlamentarne 2023
| Komitet wyborczy                                      | Komitet wyborczy                                                           | Głosów  | %     | Mandaty | Wybrani posłowie                                                       |
| ----------------------------------------------------- | -------------------------------------------------------------------------- | ------- | ----- | ------- | ---------------------------------------------------------------------- |
|                                                       | Prawo i Sprawiedliwość                                                     | 162 192 | 38,69 | 4       | Zbigniew Hoffmann, Zbigniew Dolata, Ryszard Bartosik, Witold Czarnecki |
|                                                       | KKW Koalicja Obywatelska PO .N iPL Zieloni                                 | 100 580 | 23,99 | 2       | Michał Kołodziejczak, Tomasz Nowak                                     |
|                                                       | KKW Trzecia Droga Polska 2050 Szymona Hołowni – Polskie Stronnictwo Ludowe | 69 740  | 16,63 | 2       | Paulina Hennig-Kloska, Michał Pyrzyk                                   |
|                                                       | Nowa Lewica                                                                | 39 761  | 9,48  | 1       | Tadeusz Tomaszewski                                                    |
|                                                       | Konfederacja Wolność i Niepodległość                                       | 29 208  | 6,97  | –       |                                                                        |
|                                                       | Bezpartyjni Samorządowcy                                                   | 9851    | 2,35  | –       |                                                                        |
|                                                       | Polska Jest Jedna                                                          | 5776    | 1,38  | –       |                                                                        |
|                                                       | KWW Ruchu Dobrobytu i Pokoju                                               | 2135    | 0,51  | –       |                                                                        |
| Frekwencja: 73,32% Źródło: Państwowa Komisja Wyborcza |                                                                            |         |       |         |                                                                        |

Poniższa tabela przedstawia podział mandatów dla komitetów wyborczych na podstawie uzyskanych głosów, a następnie obliczonych ilorazów wyborczych na podstawie metody D’Hondta.
| Podział mandatów dla komitetów wyborczych na podstawie metody D’Hondta | Podział mandatów dla komitetów wyborczych na podstawie metody D’Hondta     | Podział mandatów dla komitetów wyborczych na podstawie metody D’Hondta | Podział mandatów dla komitetów wyborczych na podstawie metody D’Hondta | Podział mandatów dla komitetów wyborczych na podstawie metody D’Hondta | Podział mandatów dla komitetów wyborczych na podstawie metody D’Hondta | Podział mandatów dla komitetów wyborczych na podstawie metody D’Hondta | Podział mandatów dla komitetów wyborczych na podstawie metody D’Hondta | Podział mandatów dla komitetów wyborczych na podstawie metody D’Hondta | Podział mandatów dla komitetów wyborczych na podstawie metody D’Hondta | Podział mandatów dla komitetów wyborczych na podstawie metody D’Hondta | Podział mandatów dla komitetów wyborczych na podstawie metody D’Hondta |
| Komitet wyborczy                                                       | Komitet wyborczy                                                           | Liczba głosów                                                          | Iloraz wyborczy                                                        | Iloraz wyborczy                                                        | Iloraz wyborczy                                                        | Iloraz wyborczy                                                        | Iloraz wyborczy                                                        | Iloraz wyborczy                                                        | Iloraz wyborczy                                                        | Mandaty                                                                | TP                                                                     |
| Komitet wyborczy                                                       | Komitet wyborczy                                                           | Liczba głosów                                                          | /1                                                                     | /2                                                                     | /3                                                                     | /4                                                                     | /5                                                                     | ...                                                                    | /9                                                                     | Mandaty                                                                | TP                                                                     |
| ---------------------------------------------------------------------- | -------------------------------------------------------------------------- | ---------------------------------------------------------------------- | ---------------------------------------------------------------------- | ---------------------------------------------------------------------- | ---------------------------------------------------------------------- | ---------------------------------------------------------------------- | ---------------------------------------------------------------------- | ---------------------------------------------------------------------- | ---------------------------------------------------------------------- | ---------------------------------------------------------------------- | ---------------------------------------------------------------------- |
|                                                                        | Prawo i Sprawiedliwość                                                     | 162 192                                                                | 162 192                                                                | 81 096                                                                 | 54 064                                                                 | 40 548                                                                 | 32 438                                                                 | ...                                                                    | 18 021                                                                 | 4                                                                      | 3,64                                                                   |
|                                                                        | KKW Koalicja Obywatelska PO .N iPL Zieloni                                 | 100 580                                                                | 100 580                                                                | 50 290                                                                 | 33 527                                                                 | 25 145                                                                 | 20 116                                                                 | ...                                                                    | 11 176                                                                 | 2                                                                      | 2,25                                                                   |
|                                                                        | KKW Trzecia Droga Polska 2050 Szymona Hołowni – Polskie Stronnictwo Ludowe | 69 740                                                                 | 69 740                                                                 | 34 870                                                                 | 23 247                                                                 | 17 435                                                                 | 13 948                                                                 | ...                                                                    | 7749                                                                   | 2                                                                      | 1,56                                                                   |
|                                                                        | Nowa Lewica                                                                | 39 761                                                                 | 39 761                                                                 | 19 881                                                                 | 13 254                                                                 | 9940                                                                   | 7952                                                                   | ...                                                                    | 4418                                                                   | 1                                                                      | 0,89                                                                   |
|                                                                        | Konfederacja Wolność i Niepodległość                                       | 29 208                                                                 | 29 208                                                                 | 14 604                                                                 | 9736                                                                   | 7302                                                                   | 5842                                                                   | ...                                                                    | 3245                                                                   | 0                                                                      | 0,65                                                                   |
| Ogółem                                                                 | Ogółem                                                                     | 401 481                                                                | —                                                                      | —                                                                      | —                                                                      | —                                                                      | —                                                                      | —                                                                      | —                                                                      | 9                                                                      | 9                                                                      |